# Codes OTAN des grades des officiers des marines militaires
Les codes OTAN des grades des officiers des marines militaires définissent des équivalences de grades entre les rangs d’officiers des forces navales nationales membres de l'Organisation du traité de l'Atlantique nord.
Ces codes OTAN relatifs aux grades d'officiers sont composés de deux lettres en majuscule (OF pour OFficer et WO pour Warrant Officer) suivi d’un indice numérique compris entre 1 et 10 pour les OF et de 1 et 5 pour les WO. 

## Codes pour les officiers (OF 1-10)
| Stabskapitän- leutnant | Kapitän- leutnant |

| Oberfähnrich zur See | Fähnrich zur See | Seekadett |

|  |  |

|  |  |  |

| Primo tenente di vascello | Tenente di vascello |

## Codes pour lesWarrant Officers(WO1-5)
| Code OTAN               | WO-5                    | WO-4                    | WO-3                    | WO-2              | WO-1 |
| ----------------------- | ----------------------- | ----------------------- | ----------------------- | ----------------- | ---- |
| États-Unis              |                         |                         |                         |                   |      |
| Chief Warrant Officer 5 | Chief Warrant Officer 4 | Chief Warrant Officer 3 | Chief Warrant Officer 2 | Warrant Officer 1 |      |
| Code OTAN               | WO-5                    | WO-4                    | WO-3                    | WO-2              | WO-1 |

Les warrant officers (WO) sont une classification utilisée uniquement aux États-Unis.